# 应顺
应顺（934年正月—四月）是後唐閔帝李從厚的年号，共计4个月。吳越世宗錢元瓘、楚文昭王馬希範、荆南文獻王高從誨用此年号（934年正月—四月）。

## 改元
- 長興五年——正月七日，改元應順元年。[3][4][5]四月四日，後唐閔帝降封為潞王；六日，後唐末帝李從珂繼位；十六日，改元清泰元年。[6][7][8]

## 纪年對照表
| 应顺 | 元年  |
| ---- | ----- |
| 公元 | 934年 |
| 干支 | 甲午  |

## 同期存在的其他政权年号
- 中國
  - 大和（929年－935年）：吳—楊溥之年號
  - 大有（928年－942年）：南漢—劉龑之年號
  - 龍啟（933年－934年）：閩—王延鈞之年號
  - 大明（931年－937年）：大義寧—楊干真之年號
  - 天顯（926年－938年）：契丹—耶律阿保機、耶律德光之年號
  - 甘露（926年－936年）：東丹—耶律倍之年號
  - 同慶（912年－966年）：于闐—尉遲烏僧波之年號
- 日本
  - 承平（931年－938年）：朱雀天皇之年号

## 深入閱讀
- 李崇智. . 北京: 中華書局. 2004年12月. ISBN 7101025129.
- 鄧洪波. . 臺北: 國立臺灣大學東亞經典與文化研究計劃. 2005年3月  [2022-01-03]. ISBN 9789860005189. （原始内容 (pdf)存档于2007-08-25）.

## 參看
- 中國年號索引

| 前一年號： 长兴 | 后唐年号 應順 | 下一年號： 清泰 |

| 前一年號： 長興 | 吳越年號 應順 | 下一年號： 清泰 |

| 前一年號： 長興 | 馬楚年號 應順 | 下一年號： 清泰 |

| 前一年號： 長興 | 荊南年號 應順 | 下一年號： 清泰 |